# Galgyto Talea
Galgyto Talea (Paramaribo, 4 februari 1988) is een Surinaams voetballer die speelt als aanvaller.

## Carrière
Talea maakte zijn debuut in 2008 voor SV Jai-Hanuman in de tweede klasse en speelde een seizoen bij hen. In 2009 maakte hij de overstap naar SV Robinhood, hij werd met de club landskampioen in 2011/12. In 2012 maakte hij de overstap naar SV Notch en werd in zijn eerste seizoen bij de club meteen topscoorder in de hoogste klasse. In het seizoen 2016/17 speelde hij voor Inter Moengotapoe en won de landstitel en beker dat seizoen. Het seizoen erop ging hij spelen in Frans-Guyana voor ASC Agouado. Hij keerde het seizoen erop terug naar Suriname en speelde voor SV Happy Boys in de tweede klasse. Hij keerde terug naar Frans-Guyana en ging spelen voor ASU Grand Santi.
Hij speelde tussen 2010 en 2017 voor Suriname en speelde 22 interlands en scoorde drie doelpunten.

## Erelijst
- Surinaams landskampioen: 2011/12, 2016/17
- Topscoorder SVB-Eerste Divisie: 2012/13
- Surinaamse voetbalbeker: 2016/17